# Theeradej Wongpuapan
Theeradej Wongpuapan (tiếng Thái: ธีรเดช วงศ์พัวพันธ์, phiên âm: Thi-la-đét Vong-bua-ban, sinh ngày 3 tháng 12 năm 1977) còn có nghệ danh là Kane (tiếng Thái: เคน, đọc là Khen), là một diễn viên và người mẫu người Thái Lan. Anh được biết đến qua nhiều bộ phim nổi tiếng như Tơ hồng tình yêu (2006), Thiên đường tội lỗi (2008), Công thức tình yêu (2009), Tử thần ngọt ngào (2013), Yêu trong cuồng hận (2017), Hồ bơi tử thần (2018)...

## Tiểu sử
Ken Theeradej sinh ngày 3 tháng 12 năm 1977 tại Băng Cốc, Thái Lan.
Ken học tại trường St. Dominic School ở Băng Cốc đến lớp 5, sau đó học tại Đại học Assumption một thời gian ngắn trước khi sang California, Mỹ học ở Brooks Institute of Photography. Nhưng sau 2 năm, do ảnh hưởng của cuộc Khủng hoảng tài chính châu Á 1997, Ken đã quay về Thái Lan.
Bố của Ken là một nam diễn viên nổi tiếng của Thái Lan, ông đã hướng nghiệp cho Ken trở thành một diễn viên.

## Sự nghiệp
Trong suốt sự nghiệp, Ken đã giành được nhiều giải thưởng danh giá như "Diễn viên xuất sắc nhất" tại lễ trao giải "Top Award" trong 2 năm liên tiếp 2005 và 2006. Ngoài ra năm 2008, Ken còn nhận được giải "Diễn viên xuất sắc nhất" tại lễ trao giải "Nine Entertainment Awards". Bên cạnh những giải thưởng trong sự nghiệp diễn xuất, Ken còn nhận được những giải thưởng khác như "Quý ông của năm" tại lễ trao giải "TV Pool" (2008) và giải "Nhân vật được báo chí yêu thích" tại lễ trao giải "Star Entertainment".

## Hoạt động xã hội
Bên cạnh công việc diễn xuất, Ken còn là một trong những nghệ sĩ thường xuyên tổ chức chương trình từ thiện gây quỹ cho những trẻ em khó khăn tại Thái Lan. Năm 2007, lợi nhuận từ bộ phim The Office do chính tay Ken đạo diễn và quy tụ những diễn viên nổi tiếng như Janie Tienphosuwan và Lalita Panyopas đã được Ken sử dụng để xây trường cho trẻ em tại những nơi còn khó khăn và thiếu thốn. 
Không dừng ở đó, anh và những người bạn diễn nổi tiếng của mình trong đó có Ann Thongprasom còn trở thành đại sứ của UNICEF (Tổ chức thế giới bảo vệ quyền trẻ em) tại Thái Lan. Anh đã đến tỉnh Krabi để dạy người dân ở đây cách chăm sóc cho trẻ, giáo dục họ về HIV/AIDS và tạo không gian an toàn cho những bạn trẻ là nạn nhân của bạo lực và bị lạm dụng. Tiếp tục chuyến hành trình, Ken đến Ban Nop để giúp hoàn thiện trung tâm chăm sóc trẻ em và cuối cùng là đến thăm khu vực bị sóng thần tàn phá năm 2004.

## Đời tư
Anh đã kết hôn với Butsakorn Pornwannasirivej (Noi), là một nữ diễn viên được yêu thích tại Thái Lan vào ngày 25 tháng 11 năm 2007. Hoàng hậu Thái Lan Sirikit đã tham dự lễ cưới này.
Ngày 17 tháng 8 năm 2008, Noi Butsakorn sinh cho anh một cậu con trai đầu lòng và đặt tên là Khunatum Wongpuapan (biệt danh là "Kun"). Baby thứ hai của cặp đôi này chào đời vào ngày 4 tháng 7 năm 2010, được đặt tên là Thippatai Wongpuapan (biệt danh là "Jun").
Sở thích của Ken là làm phim ngắn, chụp ảnh, đi du lịch, sưu tập đồng hồ cổ. Môn thể thao yêu thích là cầu lông và trượt ván.

## Các phim đã tham gia

### Phim điện ảnh
| Năm  | Tên gốc                      | Tên tiếng Việt       | Vai               | Đóng với                                   |
| ---- | ---------------------------- | -------------------- | ----------------- | ------------------------------------------ |
| 2000 | Go-Six                       |                      | Plub              | Geraldine McIntosh                         |
| 2001 | Khang Lang Phap              |                      | Nopporn           | Kara Polasit                               |
| 2004 | Mahasajan Pan Rak            | Yêu phải như thế này | Maek / Max        |                                            |
| 2007 | The Office                   |                      | Theeradej         | Janie Tienphosuwan & Lalita Panyopas       |
| 2009 | Bangkok Traffic (Love) Story | Tàu điện tình yêu    | Lung              | Cris Horwang & Ungsumalynn Sirapatsakmetha |
| 2018 | The Pool                     | Hồ bơi tử thần       | Day               | Ratnomnot Ratchiratham                     |
| 2019 | Heartbeat                    | Loạn nhịp            | Chatchai / "Chai" | Manasaporn Chanchalerm                     |

### Phim truyền hình
| Năm  | Tên gốc                                  | Tên tiếng Việt                            | Vai                                   | Đài |
| ---- | ---------------------------------------- | ----------------------------------------- | ------------------------------------- | --- |
| 1985 | Hok Pee Nong                             |                                           |                                       | CH3 |
| 1986 | Ton Som Saen Ruk                         |                                           | Saen                                  | CH3 |
| 1998 | Super Look Toong                         |                                           | Thep                                  | CH9 |
| 1999 | Poompuang                                | Bản nhạc định mệnh                        | Kraisorn Saenganan                    | CH7 |
| 2000 | Fon Tok Kee Moo Lai Kon Arai Maa Pob Gan |                                           | Puerk Bangsue                         | CH3 |
| 2000 | Kon Kong Pandin                          |                                           | Panu                                  | CH3 |
| 2001 | Seur 11 Tua                              |                                           | Pongphet Phupan / SuaDao              | CH3 |
| 2001 | Raeng Ngao                               | Cái bóng của chị em                       | Veekit                                | CH3 |
| 2002 | Plae Kao                                 |                                           | Kwan                                  | CH3 |
| 2002 | Ai Ma Lek                                |                                           | Faa / MaLek                           | CH3 |
| 2003 | Trab Fah Sin Dow Sao Kae                 |                                           | Khách mời                             | CH3 |
| 2003 | Prajun San Gon                           | Tuần trăng mật                            | Tiw Pitakwong                         | CH3 |
| 2003 | Ruk Sood Fah Lah Sood Lok                |                                           | Jack                                  | CH3 |
| 2005 | Neung Nai Suang                          | Tình vô tận                               | Anawat Patcharapojanat / "Neung"      | CH3 |
| 2005 | Song Rao... Nirundon                     | Thiên đường đẫm lệ                        | Ittsara Kriangkrai / "Itt"            | CH3 |
| 2006 | Sai Sueb Sai Sadeu                       |                                           | Chachai Fuangfoo                      | CH3 |
| 2006 | Oum Ruk                                  | Tơ hồng tình yêu / Oan gia ngõ hẹp        | Rachen / "Chen"                       | CH3 |
| 2007 | Ruk Tur Took Wan                         | Yêu em hằng ngày                          | Watin / "Tin"                         | CH3 |
| 2007 | Sueb Lub Rahat Ruk                       | Mật mã tình yêu                           | Anon                                  | CH3 |
| 2007 | Rak Nee Hua Jai Rao Jong                 | Hẹn ước tình yêu                          | Phuwanai                              | CH3 |
| 2008 | Sawan Biang                              | Thiên đường tội lỗi                       | Kawee Woraawat / "Wee"                | CH3 |
| 2008 | Jai Rao                                  | Ngày vắng em                              | Koravic Pisuttada / "Vic"             | CH3 |
| 2009 | Soot Sanaeha                             | Công thức tình yêu                        | Pasu Boriban / "Din" / Kru Cook       | CH3 |
| 2010 | Wiwa Wah Woon                            | Hôn nhân nồng nhiệt / Cuộc chiến hôn nhân | Pawee Sajjapongpan / "Wee"            | CH3 |
| 2010 | 365 Wun Haeng Rak                        | 365 ngày yêu                              | Tula Tientada / "Tun"                 | CH3 |
| 2011 | Rahut Torachon                           | Mật mã sát thủ                            | Singha / "Sing"                       | CH3 |
| 2011 | Kol Ruk Luang Jai                        | Hương vị ngọt ngào / Điệp vụ chạy cưới    | Ran Singhaboworndej                   | CH3 |
| 2012 | Ruk Khun Tao Fah                         | Chuyện tình tiếp viên hàng không          | Theera / "Thee"                       | CH3 |
| 2013 | Majurat See Nam Pueng                    | Tử thần ngọt ngào                         | Paat Pathamaku                        | CH3 |
| 2013 | Anko Kon Ruk Strawberry                  | Vườn dâu tây tình yêu / Cặp đôi hoàn hảo  | Dr. Saen Pueannadee                   | CH3 |
| 2015 | Luead Mungkorn: Seua                     | Series Thời đại anh hùng                  | Thyme / Chonlathee                    | CH3 |
| 2015 | Luead Mungkorn: Singh                    | Series Thời đại anh hùng                  | Thyme / Chonlathee                    | CH3 |
| 2015 | Luead Mungkorn: Krating                  | Series Thời đại anh hùng                  | Thyme / Chonlathee                    | CH3 |
| 2015 | Luead Mungkorn: Raed                     | Series Thời đại anh hùng                  | Thyme / Chonlathee                    | CH3 |
| 2015 | Luead Mungkorn: Hong                     | Series Thời đại anh hùng                  | Thyme / Chonlathee                    | CH3 |
| 2015 | Nang Rai Tee Rak                         | Nữ phản diện đáng yêu                     | Chính mình                            | CH3 |
| 2017 | The Cupids Series: Kammathep Hunsa       | Chuyện tình nàng Hunsa                    | Peem Techadamrongkul                  | CH3 |
| 2017 | The Cupids Series: Kammathep Ork Suek    | Khi nàng Horm ra tay                      | Peem Techadamrongkul                  | CH3 |
| 2017 | The Cupids Series: Kammathep Online      | Hoa khôi săn tình qua mạng                | Peem Techadamrongkul                  | CH3 |
| 2017 | The Cupids Series: Loob Korn Kammathep   | Thử thách tình yêu                        | Peem Techadamrongkul                  | CH3 |
| 2017 | The Cupids Series: Sorn Ruk Kammathep    | Nàng sợ trai và họa sĩ đào hoa            | Peem Techadamrongkul                  | CH3 |
| 2017 | The Cupids Series: Kammathep Sorn Kol    | Nàng kẹo kéo và chàng nha sĩ              | Peem Techadamrongkul                  | CH3 |
| 2017 | The Cupids Series: Kammathep Jum Laeng   | Sói bự và thỏ ngoan                       | Peem Techadamrongkul                  | CH3 |
| 2017 | The Cupids Series: Kammathep Prab Marn   | Chị đại sa lưới chàng hắc ám              | Peem Techadamrongkul                  | CH3 |
| 2017 | Ra Raerng Fai                            | Đùa với lửa / Yêu trong cuồng hận         | Chakrit Pitchakorn / Christopher Wong | CH3 |
| 2018 | Mee Piang Rak                            | Chỉ có tình yêu                           | Thanadon / "Don"                      | CH3 |
| 2021 | Ruk Nirun Juntra                         | Tình yêu vĩnh hằng                        | Thatcher Sirisappakdee                | CH3 |
| 2021 | Duang Tah Tee Sarm                       | Huệ nhãn                                  | Khách mời tập 14                      | CH3 |
| 2022 | Suptar 2550                              | Siêu sao 2007                             | Ryu                                   | CH3 |